# Teddy Sears
Edward M. Sears, detto Teddy (Washington, 6 aprile 1977), è un attore statunitense.

## Biografia
Cresciuto a Chevy Chase, piccolo sobborgo nel Maryland, ha frequentato il liceo alla Landon School a Bethesda. Durante gli anni all'Università del Maryland, ha praticato football americano a buoni livelli, portando avanti la tradizione di famiglia per lo sport; il suo bisnonno Henry Edward Sears è stato medaglia d'oro alle Olimpiadi 1912 nel tiro con la pistola, mentre sua zia Mary Sears è stata medaglia di bronzo alle Olimpiadi 1956 nei 100 metri farfalla.
Si è addottorato presso l'Università della Virginia, con una laurea in gestione aziendale, prima di trasferirsi a New York per intraprendere la carriera da attore.
Inizia a muovere i primi passi ottenendo piccoli ruoli in serie televisive come Sex and the City e Una vita da vivere, cui fanno seguito altre partecipazioni ad altre serie di successo (CSI: Miami, Mad Men, Ugly Betty ecc.).
Tra il 2008 e il 2009 è stato fra gli interpreti della serie televisiva Avvocati a New York, nel ruolo dell'avvocato d'ufficio Richard Patrick Woolsley.
Nel 2009 ottiene il suo primo ruolo cinematografico importante nel film di Tom Ford A Single Man. Nel 2010 recita nel film TV La lista dei clienti e lavora nella serie The Defenders e l'anno seguente partecipa ad alcuni episodi della serie televisiva Torchwood: Miracle Day.
Nel 2011 viene scelto da Ryan Murphy per interpretare il ruolo di Patrick, un ragazzo omosessuale, nella serie antologica American Horror Story: Murder House. Nel 2012 fa parte del cast di 666 Park Avenue, ma la serie non ottiene il successo sperato e viene cancellata dopo pochi episodi. Nel 2013 impersona il dottor Austin Langham nella serie televisiva di Showtime Masters of Sex.
A partire dal 2015 prende parte alla seconda stagione della serie The Flash interpretando la parte del supercriminale Hunter Zolomon.

## Filmografia

### Cinema
- The Legacy of Walter Frumm, regia di Jordan Schachter (2005)
- In Between, regia di Deborah Twiss (2005)
- Il cane pompiere (Firehouse Dog), regia di Todd Holland (2007)
- Os Desafinados, regia di Walter Lima Jr. (2008)
- A Single Man, regia di Tom Ford (2009)
- Curve - Insidia mortale (Curve), regia di Iain Softley (2015)
- Una vita da gatto (Nine Lives), regia di Barry Sonnenfeld (2016)

### Televisione
- Sex and the City – serie TV, 1 episodio (2001)
- Una vita da vivere (One Life to Live) – soap opera, 1 episodio (2001)
- Law & Order - Unità vittime speciali (Law & Order: Special Victims Unit) – serie TV, 2 episodi (2003, 2010)
- Whoopi – serie TV, 1 episodio (2004)
- Law & Order: Criminal Intent – serie TV, 1 episodio (2004)
- Justice - Nel nome della legge (Justice) – serie TV, 1 episodio (2006)
- CSI: Miami – serie TV, 2 episodi (2006)
- Studio 60 on the Sunset Strip – serie TV, 2 episodi (2006)
- I'm Paige Wilson – film TV, regia di Rod Lurie (2007)
- Fugly – film TV, regia di Todd Holland (2007)
- Ugly Betty – serie TV, 2 episodi (2006-2007)
- Mad Men – serie TV, 1 episodio (2007)
- Big Love – serie TV, 1 episodio (2007)
- Raines – serie TV, 1 episodio (2007)
- Las Vegas – serie TV, 1 episodio (2008)
- Carpoolers – serie TV, 1 episodio (2008)
- Samantha chi? (Samantha Who?) – serie TV, 1 episodio (2008)
- Le regole dell'amore (Rules of Engagement) – serie TV, 1 episodio (2008)
- Dollhouse – serie TV, 1 episodio (2009)
- Avvocati a New York (Raising the Bar) – serie TV, 25 episodi (2008-2009)
- Backyard Wedding – film TV, regia di Bradford May (2010)
- La lista dei clienti (The Client List) – film TV, regia di Eric Laneuville (2010)
- The Defenders – serie TV, 10 episodi (2010-2011)
- Terapia d'urto (Necessary Roughness) – serie TV, 1 episodio (2011)
- In Plain Sight – serie TV, 1 episodio (2011)
- Torchwood – serie TV, 4 episodi (2011)
- Rizzoli & Isles – serie TV, 1 episodio (2011)
- American Horror Story – serie TV, 4 episodi (2011)
- Blue Bloods – serie TV, 2 episodi (2011-2012)
- Harry's Law – serie TV, 1 episodio (2012)
- Drew Peterson: l'amore fa impazzire (Drew Peterson: Untouchable) – film TV, regia di Mikael Salomon (2012)
- 666 Park Avenue – serie TV, 5 episodi (2012-2013)
- Masters of Sex – serie TV, 27 episodi (2013-2015)
- The Flash – serie TV, 18 episodi (2015-2016)
- 24: Legacy - serie TV, 12 episodi (2017)
- Chicago Fire – serie TV (2018)
- NCIS: Hawai'i - serie TV, episodio 1x18 (2022)
- American Horror Stories – serie TV, episodio 2x08 (2022)
- The Night Agent – serie TV (2025)

## Doppiatori italiani
Nelle versioni in italiano delle opere in cui ha recitato, Teddy Sears è stato doppiato da:
- Andrea Lavagnino in  Law & Order - Unità vittime speciali (ep. 11x17), Masters of Sex, 24: Legacy
- Francesco Bulckaen in American Horror Story, Blue Bloods
- Simone D'Andrea in The Flash, The Night Agent
- Oreste Baldini in CSI: Miami
- Edoardo Stoppacciaro in Drew Peterson: l'amore fa impazzire
- Francesco De Francesco in Il cane pompiere
- Massimiliano Manfredi in La lista dei clienti
- Riccardo Niseem Onorato in Avvocati a New York
- Riccardo Rossi in 666 Park Avenue
- Nanni Baldini in Una vita da gatto
- Stefano Sperduti in Le regole del delitto perfetto
- Paolo Gasparini in American Crime Story
- Gianfranco Miranda in NCIS: Hawai'i
- Maurizio Merluzzo in The Politician